# Trauma team
Il trauma team è un gruppo di operatori sanitari che si occupano delle prime cure e della stabilizzazione di pazienti critici che hanno subito un trauma che giungono in un trauma center. 

## Struttura
Il trauma team consiste di una équipe medica ed una infermieristica e può essere composto da diverse figure con specifici ruoli.
Il trauma team può essere ampliato in base alle condizioni e alle ferite del paziente da ulteriori specialisti (neurochirurgo, ortopedico, ecc.).
Tutto lo staff che compone il trauma team dovrebbe essere preparato sulla base delle tecniche dell'Advanced Trauma Life Support (ATLS).
Lo staff medico consiste di un trauma leader, di una componente dedicata alla gestione vie aeree (airways doctor) ed una alla gestione cardiovascolare (circulation doctor); lo staff infermieristico consiste di un team leader, di una componente dedicata alla gestione vie aeree, una alla gestione cardiovascolare e di una dedicata ai report e rapporti con i famigliari.

## Competenze
Il trauma team entra in azione in caso di alterazioni dei parametri vitali (a volte definiti come codice rosso di triage) quali GCS < 14, pressione sistolica < 90 mmHg, frequenza respiratoria inferiore a 10 atti al minuto o maggiore di 30.
Altre situazioni che necessitano di un trauma team possono essere alterazioni quali ostruzione delle vie aeree (in atto o potenziale); ferita penetrante di testa, collo, tronco; combinazione di trauma e ustione di 2º o 3º grado; ustione di 2º o 3º grado con Superficie Corporea Ustionata (SCU) > 20%; sospetto clinico di frattura instabile del bacino; sospetto clinico di frattura di due o più ossa lunghe prossimali (femore od omero); presenza di segni suggestivi per lesione vertebrale mielica (alterazioni motorie o sensitive ai quattro arti o agli arti inferiori); amputazione prossimale, completa od incompleta, al polso o alla caviglia.
Altri fattori di rischio possono essere l'età (<12 anni o > 70 anni), la gravidanza (nota o presunta), malattie croniche gravi.

## Obiettivi
Gli obiettivi del trauma team sono:
- eseguire manovre rianimatorie
- determinare natura ed estensione delle lesioni
- stabilire le priorità di trattamento
- ove necessario, preparare il paziente al trasferimento in un centro adeguato

Nella sala emergenza deve essere presente un tecnico di radiologia per eseguire Rx torace e/o Rx bacino su richiesta del trauma leader. Deve poter essere eseguibile una ecografia, per poter valutare la presenza di liquido in cavo peritoneale, versamento pericardico, pneumo-emotorace.